# Parklife
Parklife — третий студийный альбом британской рок-группы Blur, вышел в Британии 25 апреля 1994 года (лейбл Food/EMI Records) и разошёлся тиражом более пяти миллионов экземпляров по всему миру. Альбом стал не только самым успешным в истории группы, но и ключевым релизом в истории брит-попа: фактически это был первый альбом в данном жанре, занявший первую строчку британского чарта.
Наряду с альбомом Definitely Maybe Oasis, Parklife был пронизан оптимистичным настроением в противовес депрессивному гранжу, господствовавшему в начале 1990-х в США. Позже журналисты писали о соревновании Blur и Oasis в популярности — «битве брит-попа». Также успех альбома поспособствовал модному движению «Cool Britannia» как гордости за культурное превосходство страны.
За год альбом был четырежды сертифицирован как платиновый. В 2005 году альбом был включён в книгу 1001 Albums You Must Hear Before You Die. В 2013 году «Parklife» занял 22 место в списке «500 величайших альбомов всех времён»  по версии журнала NME, а в 2020 году занял 438 место в списке «500 величайших альбомов всех времён» по версии журнала Rolling Stone.

## Об альбоме
Существует версия, что фронтмен и автор песен Blur Деймон Албарн «провидел» и предсказал успех альбома ещё в 1990 году, сказав, что «будущий третий альбом Blur обеспечит группе статус главной поп-группы Британии и будет написан в 1994 году».
После выхода второго  альбома «Modern Life Is Rubbish» Албарн начал обильно писать новый материал, подключая всех участников группы к написанию песен. Новый альбом по стилистике напоминал предыдущий: песни альбома имели общую концепцию на тему жизни в Британии, только по сравнению с «Modern Life Is Rubbish», в «Parklife» меньше социальной сатиры, зато нашлось место теме человеческих отношений. Новые песни становились мелодичнее: песни «Parklife», «Girls & Boys», «To the End», «This Is a Low» и «End of a Century» стали всенародными хитами.
Альбом отличается от других брит-поп-релизов того времени разнообразием стилей и сильным уклоном в синти-поп и электронную музыку, а также экспериментированием с барокко-попом и панк-роком. Группа писала песни под влиянием The Kinks, Сида Барретта и британской новой волны.
Первоначальным названием альбома должно было стать слово «London», а на обложке предполагалось изобразить тележку с фруктами и овощами. Идею предложил исполнительный продюсер Дэвид Балф, однако Албарн позже забраковал её. Вместо этого на обложке были изображены собачьи бега, а в буклете альбома была изображена группа на стадионе, вероятно, там, где всё это происходило.
Дэймон Албарн в интервью журналу NME называл альбом Parklife «концептуальным альбомом с не всегда связанными между собой историями, озвученными одним сторонним наблюдателем, который говорит обо всём, что видит». Источником вдохновения для написания песен альбома Албарн назвал роман «Лондонские поля» Мартина Эмиса.

### Факты о песнях
- В композиции «Parklife» текст декламирует актёр Фил Дэниелс. Это первая и единственная запись «Blur», где Грэм Коксон играет на саксофоне.
- В композиции «To the End» французские партии исполняет Летисия Садье («Stereolab»). В ранней демоверсии на эту роль была приглашена Джастин Фришманн.
- Композиция «Lot 105» получила своё название благодаря органу Hammond, приобретенному на аукционе за 150 фунтов.

## Коммерческий успех альбома

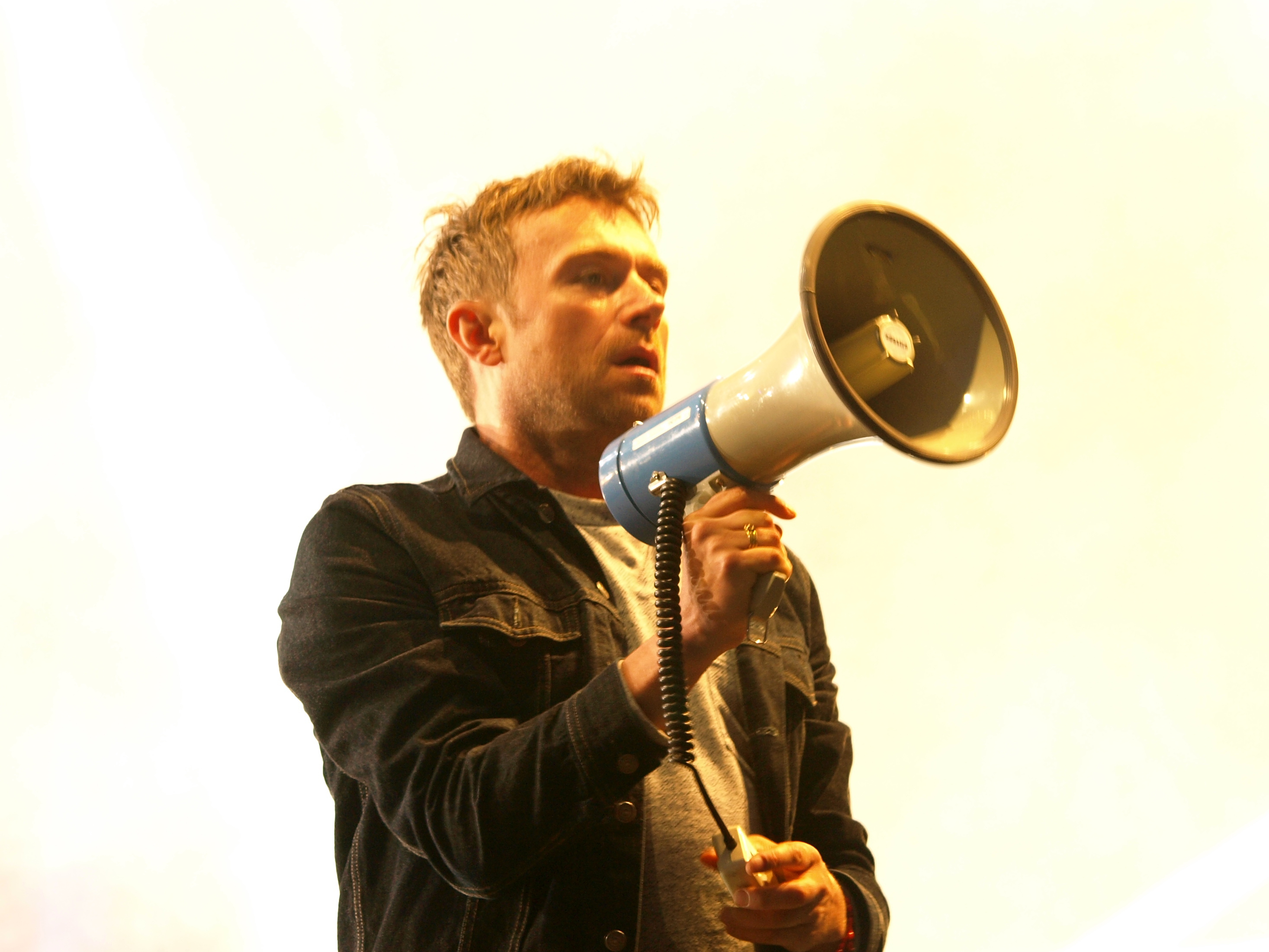
Деймон Албарн предсказал успех альбома ещё в 1990 году

Изначально продюсер Дэвид Балф остался недоволен результатом, назвав альбом «ошибкой». Позже он перепродал компанию «Food Records» EMI, признав, что альбом оказался грандиозным и культовым. Обложка альбома, которая также не нравилась Балфу, вошла в десятку избранных Королевской Почтой для набора почтовых марок «Classic Album Cover», выпущенных в январе 2010 года. В 2011 году обложка альбома заняла 43-е место в списке лучших обложек альбомов всех времен по версии интернет издания «Music Radar».
Parklife стал прорывом для Blur. Альбом был первым для группы, достигшим в британском хит-параде 1 места. В поддержку альбома были изданы 4 сингла — «Girls & Boys», «To the End», «Parklife» и «End of a Century». Считается одним из главных альбомов брит-попа, обеспечив Blur победу в четырёх номинациях Brit Awards, что по сей день является рекордом. В США альбом занял шестое место в чарте Billboard Top Heatseekers в том же году. Также альбом стал самым продаваемым релизом Blur в Великобритании: его тираж составил более миллиона экземпляров.

## Реакция
| Оценки критиков               | Оценки критиков |
| Источник                      | Оценка          |
| ----------------------------- | --------------- |
| AllMusic                      | [ 12 ]          |
| Chicago Tribune               | [ 13 ]          |
| Encyclopedia of Popular Music | [ 14 ]          |
| Los Angeles Times             | [ 15 ]          |
| NME                           | 9/10            |
| Pitchfork                     | 9.5/10          |
| Q                             | [ 18 ]          |
| Rolling Stone                 | [ 19 ]          |
| The Rolling Stone Album Guide | [ 20 ]          |
| Select                        | 5/5             |

Критики положительно встретили альбом. Пол Эванс писал в журнале Rolling Stone, что «с одним из лучших альбомов этого года группа реализовала самые дерзкие свои амбиции — вернуть британскому року остроумие, уверенность и стремление к славе, чем так была ослепительна британская музыка». Примечательно, что критик сравнивал Blur со Suede, которые считались главными конкурентами Blur в британской поп-рок-музыке (до появления первого альбома Oasis в том же году). Гитарист и автор песен Oasis Ноэл Галлахер однажды сказал, что альбом «Parklife» для него был «почти историей Южной Англии в лицах».
Роберт Кристгау был из немногих критиков, не оценивших альбом, и выделил из него «лишь одну удачную песню» — «Girls & Boys». Впрочем, критик вообще отличался антипатией ко всему брит-попу в целом.
В дальнейшем альбом был признан классикой брит-попа и включался в различные списки как «лучших альбомов десятилетия», так и «величайших альбомов всех времён».

## Список композиций
Вся музыка написана Деймоном Албарном, Грэмом Коксоном, Алексом Джеймсом и Дейвом Раунтри.
| №                   | Название                        | Текст песни                 | Длительность |
| ------------------- | ------------------------------- | --------------------------- | ------------ |
| 1.                  | «Girls & Boys»                  | Албарн                      | 4:50         |
| 2.                  | «Tracy Jacks»                   | Албарн                      | 4:20         |
| 3.                  | «End of a Century»              | Албарн                      | 2:46         |
| 4.                  | «Parklife» (п.у. Фил Дэниелс)   | Албарн                      | 3:05         |
| 5.                  | «Bank Holiday»                  | Албарн                      | 1:42         |
| 6.                  | «Badhead»                       | Албарн                      | 3:25         |
| 7.                  | «The Debt Collector»            | инструментальная композиция | 2:10         |
| 8.                  | «Far Out»                       | Джеймс                      | 1:41         |
| 9.                  | «To the End»                    | Албарн                      | 4:05         |
| 10.                 | «London Loves»                  | Албарн                      | 4:15         |
| 11.                 | «Trouble in the Message Centre» | Албарн                      | 4:09         |
| 12.                 | «Clover Over Dover»             | Албарн                      | 3:22         |
| 13.                 | «Magic America»                 | Албарн                      | 3:38         |
| 14.                 | «Jubilee»                       | Албарн                      | 2:47         |
| 15.                 | «This Is a Low»                 | Албарн                      | 5:07         |
| 16.                 | «Lot 105»                       | инструментальная композиция | 1:17         |
| Общая длительность: | Общая длительность:             | Общая длительность:         | 52:39        |

## Участники записи
- Деймон Албарн — вокал, бэк-вокал, клавишные
- Грэм Коксон — бэк-вокал, гитара, кларнет, саксофон, перкуссия
- Алекс Джеймс — вокал в песне «Far Out», бас-гитара
- Дейв Раунтри — ударные, перкуссия
- Стивен Стрит — синтезаторы
- Летисия Садье — вокал («To the End»)
- Фил Дэниэлс — декламация («Parklife»)
- Стивен Хейг — аккордеон
- Струнный квартет:
  - Крис Томблинг
  - Одри Райли
  - Лео Пэйн
  - Крис Питсиллдес
- Приглашённые музыканты:
  - Ричард Эдвардс — тромбон
  - Родди Лоример — флюгельгорн, тромбон
  - Тим Сандерс — тенор-саксофон, сопрано-саксофон
  - Саймон Кларк — альт-саксофон, флейта
  - Луиза Фуллер — скрипка
  - Рик Костер — скрипка
  - Марк Фэроу — скрипка
  - Джон Меткалф — альт, струнные аранжировки
  - Иван Маккриди — виолончель